# Leipziger Verkehrsbetriebe
Leipziger Verkehrsbetriebe GmbH, nota attraverso l'acronimo LVB, è un'azienda pubblica tedesca che opera in qualità di holding i servizi di trasporto pubblico locale a Lipsia. Attraverso le proprie controllate gestisce la rete autobus (LeoBus) e quella tranviaria (Leipziger Stadtverkehrsbetriebe) e ne amministra la manutenzione (Leipziger Servicebetriebe).

## Storia

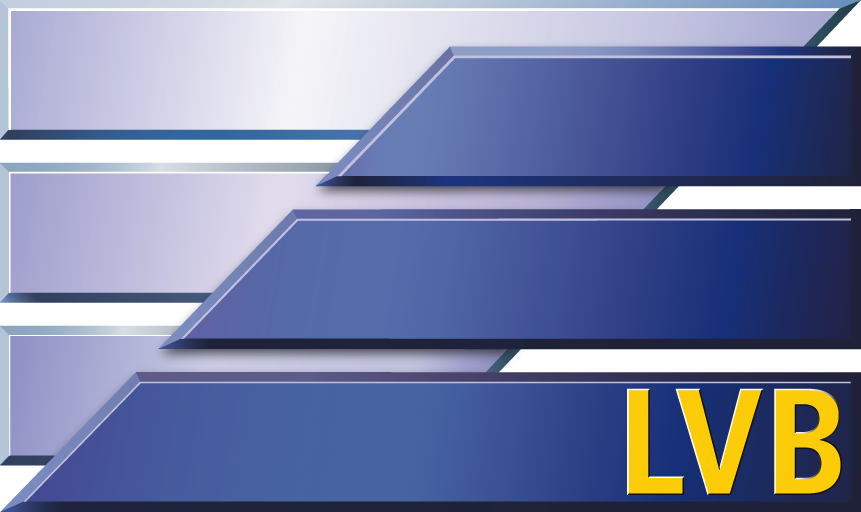
Logo utilizzato fino al gennaio 2016.

La prima linea di tram a cavalli di Lipsia fu inaugurata il 18 maggio 1872 e fu gestita dalla Leipziger Pferdeeisenbahn (LPE), che al suo 25º anno possedeva 1013 cavalli, 172 carri e cinque depositi. La completa elettrificazione della rete si ebbe nel 1897 e il 16 aprile fu soppressa l'ultima linea di tram a cavalli, ormai sostituiti dai tram elettrici che avevano già iniziato il servizio l'anno precedente.
Il trasporto pubblico entrò in crisi con lo scoppio della prima guerra mondiale, che causò la completa sospensione delle autolinee in quanto gli autobus furono requisiti per lo sforzo bellico, e i due gestori della rete, Große Leipziger Straßenbahn e Leipziger Elektrische Straßenbahn, furono uniti nel 1917 in un'unica società che mantenne il nome della prima delle due e che poi passò sotto il controllo dell'amministrazione cittadina nel 1918. La rete autobus tornò attiva nel 1925 e fu affiancata nel 1938 da una rete filoviaria, poi smantellata definitivamente nel 1975. Sempre nel 1938 la società mutò la sua ragione sociale in Leipziger Verkehrsbetriebe.
Nel 1993 è stata trasformata in una Gesellschaft mit beschränkter Haftung.

## Dati societari
Leipziger Verkehrsbetriebe è una holding posta a capo di un gruppo che comprende i due gestori operativi della rete autobus e di quella tranviaria a cui si aggiungono altre aziende con compiti gestionali:
- IFTEC GmbH & Co. KG: fondata nel 2005 svolge attività di manutenzione che riguardano sia convogli ferroviari e tranviari che le relative infrastrutture;[1]
- Leipziger Aus-und Weiterbildungsbetriebe GmbH (LAB): controllata incaricata della formazione professionale nonché della gestione della scuola di guida per i conducenti del gruppo;
- Leipziger Servicebetriebe GmbH (LSB): società incaricata di attività di pulizia delle vetture, cura della vegetazione, sicurezza aziendale e catering;[2]
- Leipziger Stadtverkehrsbetriebe GmbH (LVSB): gestisce la rete tranviaria di Lipsia;[3]
- Leipziger Transport und Logistik Betriebe GmbH (LTB): gestisce e svolge attività di manutenzione per la flotta aziendale oltre che servizi per la mobilità ed è dal 1999 partner per la mobilità delle aziende municipali di Lipsia;[4]
- LeoBus GmbH: fondata nel 2005 l'azienda si occupa della gestione della rete autobus a servizio della città di Lipsia e dei comuni circostanti;[5]